# Губайдуллин, Сафиулла Салимуллович
Сафиулла Салимуллович Губайдуллин (тат. Гөбәйдуллин; род. 1929) — советский работник строительной отрасли, машинист крана, Герой Социалистического Труда.

## Биография
Родился 15 августа 1929 года в селе Тутаево Апастовского района Татарской АССР.
После окончания семи классов в 1944 году, стал работать в трудные военные годы в местном колхозе. В 1948 году был направлен в школу ФЗО в Кемеровской области, затем работал на шахте в г. Прокопьевске. Вернувшись в Татарию, с сентября 1953 года трудился в Казанском специализированном управлении треста «Гидроспецстрой» — электромонтером, бригадиром монтажников, машинистом. В 1969 году был направлен на учебу по специальности машинист монтажного крана и продолжил трудиться в том же управлении, принимая участие в строительстве многих гидротехнических объектов республики. Направлялся Губайдуллин и на помощь строителям в города Пермской и Ульяновской областей, где возводил объекты нефтехимии. До 1996 года работал машинистом крана в Казанском управлении треста «Гидроспецстрой».
После выхода на пенсию проживал в Казани.

## Награды
- 7 мая 1971 года С. С. Губайдуллину было присвоено звание Героя Социалистического Труда с вручением ордена Ленина (за выдающиеся успехи, достигнутые в выполнении заданий VIII пятилетки по капитальному строительству).
- Также награждён орденом Трудового Красного Знамени (1966) и медалями, среди которых «Ветеран труда» и «За доблестный труд».
- Награждался нагрудными знаками «Отличник социалистического соревнования жилищно-гражданского строительства РСФСР» и «Наставник молодежи».